# Jacob Young
Jacob Wayne Young (nascido em 10 de setembro de 1979) é um ator e cantor americano. Ele é talvez mais conhecido por seu papel como JR Chandler na novela diurna da ABC All My Children e Rick Forrester em The Bold and the Beautiful, da CBS. Ele foi o segundo ator a interpretar Lucky Spencer no General Hospital da ABC.

## Início da vida e carreira
Jacob Wayne Young nasceu em Renton, Washington, o filho mais novo de Rhonda e Michael Young, Sr. e foi criado em Loveland, Colorado, e Roy, Washington, mudando-se para San Diego, Califórnia, aos dezessete anos com a mãe dele. Seus pais se divorciaram e sua mãe se casou com Edward Vasquez. Ele tem um irmão mais velho e duas irmãs.
Young interpretou Rick Forrester no sabão da CBS The Bold and the Beautiful de 31 de dezembro de 1997 a 15 de setembro de 1999. Ele foi indicado ao Emmy Daytime como Melhor Ator Jovem em uma série dramática em 1999. Young mais tarde interpretou Lucky Spencer no Hospital Geral por três anos, de 25 de fevereiro de 2000 a 10 de fevereiro de 2003. Em 2001, ele foi nomeado "Sexiest Soap Star" pela revista People. Em 2002, ele ganhou um Emmy Daytime de Melhor Ator Jovem em uma Série Dramática por seu papel como Lucky Spencer no General Hospital.
Young interpretou JR Chandler em All My Children de 1 de outubro de 2003 a 23 de setembro de 2011. Em 2005, ele foi novamente nomeado para o Daytime Emmy Award como Melhor Ator Jovem, e em 2009 ele foi indicado para Melhor Ator Coadjuvante em uma Série Dramática.
Em setembro de 2011, Young reprisou seu papel como Rick em The Bold and the Beautiful. Seu primeiro encontro aéreo foi em 26 de setembro. Em abril de 2018, Young anunciou que havia caído para uma capacidade recorrente, que ele chamou de "bênção".

### Outros projetos
Em 11 de setembro de 2001, a Artemis Records lançou o CD auto-intitulado de Young. Em 2004, ele atuou no filme The Girl Next Door. Além disso, ele atuou no filme Hope & Faith da ABC e, de maio de 2006 a 20 de agosto de 2006, estrelou no musical Beauty and the Beast, da Disney, na Broadway, no papel de Lumiere.

## Vida pessoal
Em abril de 2006, Young e sua namorada de longa data, Christen Steward, modelo, anunciaram o noivado. Eles se casaram em 13 de maio de 2007 no Westmount Country Club em Woodland Park, Nova Jérsia. O casal tem três filhos.

## Filmografia
| Ano  | Título                             | Papel         | Notas              |
| ---- | ---------------------------------- | ------------- | ------------------ |
| 2000 | The Beach Boys: An American Family | Dean Torrence | Filme de televisão |
| 2004 | The Girl Next Door                 | Caçador       |                    |
| 2012 | Imaginary Friend                   | Dr. Kent      | Filme de televisão |

| Ano                      | Título                     | Papel          | Notas                                   |
| ------------------------ | -------------------------- | -------------- | --------------------------------------- |
| 1997–1999, 2011–presente | The Bold and the Beautiful | Rick Forrester | Papel recorrente                        |
| 2000-2003                | General Hospital           | Lucky Spencer  | Série regular                           |
| 2003-2011                | All My Children            | JR Chandler    | Série regular                           |
| 2004                     | Hope & Faith               | Heath Hamilton | Episódio em duas partes "Daytime Emmys" |
| 2014                     | The Yound and the Restless | Rick Forrester | Episódio #10389                         |

## Prêmios e indicações
| Ano  | Prémio              | Categoria                                  | Título                     | Resultado | Ref.   |
| ---- | ------------------- | ------------------------------------------ | -------------------------- | --------- | ------ |
| 1999 | Prêmio Daytime Emmy | Melhor Ator em Série Dramática             | The Bold and the Beautiful | Nomeado   | [ 15 ] |
| 2002 | Prêmio Daytime Emmy | Melhor Ator em Série Dramática             | General Hospital           | Venceu    | [ 16 ] |
| 2005 | Prêmio Daytime Emmy | Melhor Ator em Série Dramática             | All My Children            | Nomeado   | [ 17 ] |
| 2009 | Prêmio Daytime Emmy | Melhor Ator Coadjuvante em Série Dramática | All My Children            | Nomeado   | [ 18 ] |
| 2015 | Prêmio Daytime Emmy | Melhor Ator Coadjuvante em Série Dramática | The Bold and the Beautiful | Nomeado   | [ 19 ] |
| 2016 | Prêmio Daytime Emmy | Melhor Ator Coadjuvante em Série Dramática | The Bold and the Beautiful | Nomeado   | [ 20 ] |